# 2020년 하계 올림픽 싱가포르 선수단
2020년 하계 올림픽 싱가포르 선수단은 2021년 일본 도쿄에서 열린 2020년 하계 올림픽에 참가한 올림픽 싱가포르 선수단이다.
싱가포르는 2020년 도쿄 하계 올림픽에 출전했다. 원래 2020년 7월 24일부터 8월 9일까지 열릴 예정이었던 올림픽은 코로나19 범유행으로 인해 2021년 7월 23일부터 8월 8일로 연기되었다. 1948년 하계 올림픽이 처음 개최된 이후 이번이 싱가포르의 17번째 하계 올림픽 출전이다. 또한 싱가포르는 1964년 도쿄 하계 올림픽에 말레이시아 대표팀으로 참가했지만, 미국의 보이콧을 지지했다는 이유로 1980년 모스크바 하계 올림픽에는 참가하지 않았다. 싱가포르 개막식 기수는 탁구 선수 유 멘규(Yu Mengyu)와 셔틀 선수 로 킨 유(Loh Kean Yew)이다. 다이버 조나단 찬(Jonathan Chan)이 폐막식의 기수이다.
싱가포르는 2008년 하계 올림픽 이후 처음으로 올림픽 메달을 획득하지 못했으며, 마지막 기록은 2004년 올림픽이었다.

## 출전 선수
| 종목     | 남자 | 여자 | 전체 |
| -------- | ---- | ---- | ---- |
| 육상     | 0    | 1    | 1    |
| 배드민턴 | 1    | 1    | 2    |
| 다이빙   | 1    | 1    | 2    |
| 승마     | 0    | 1    | 1    |
| 펜싱     | 0    | 2    | 2    |
| 체조     | 0    | 1    | 1    |
| 조정     | 0    | 1    | 1    |
| 요트     | 1    | 3    | 4    |
| 사격     | 0    | 1    | 1    |
| 수영     | 2    | 2    | 4    |
| 탁구     | 1    | 3    | 4    |
| 전체     | 6    | 17   | 23   |

## 같이 보기
- 올림픽 싱가포르 선수단